# Melius abundare quam deficere
Melius (est) abundare quam deficere è una locuzione latina di incerta origine che, tradotta in italiano, significa: (è) meglio abbondare che scarseggiare. 
L'espressione è di uso comune nel linguaggio quotidiano, spesso anche nella forma ellittica melius abundare, quando si vuol esprimere il concetto secondo cui, piuttosto che rischiare di non raggiungere la giusta misura, è preferibile eccedere e superarla. 